# Centaurea werneri
Centaurea werneri — вид квіткових рослин родини айстрових (Asteraceae). Ареал: Туреччина. Належить до Centaurea sect. Acrolophus.

## Морфологічна характеристика
Багаторічна рослина з товстим волокнистим коренем. Стебла по кілька від пазух розеткових листків, висхідні, дугасті, 10–15(33) см завдовжки, з 1–2(3) головками. Стебла і листки від біло до сіро-запушених. Розеткові листки з черешком 1,5–6 см завдовжки, пластинка ліроподібна, бічних сегментів (3)4–5. Стеблові листки нечисленні, від овальних до оберненояйцеподібних, шириною 6–17 мм, нижні звужені в широкий черешок, верхні сидячі. Обгортка від чашоподібної до воронкоподібної (під час плодоношення), 15–16 × 8–10 мм. Філярії голі, зеленуваті; придатки вузькотрикутні, буруваті. Крайові квітки променисті, пурпурові; центральні квітки рожеві (?, майже білі, коли сухі). Сім'янки довжиною 2,5 мм. Папус подвійний, завдовжки 4 мм, внутрішній ряд завдовжки ≈ 1,5 мм.